# Vir Savarkar Airport
Veer Savarkar International Airport voorheen bekend als Port Blair Airport (IATA: IXZ, ICAO: VOPB) is een vliegveld op het Indiase eiland Zuid-Andaman, gelegen bij Port Blair, de hoofdplaats van het unieterritorium Andamanen en Nicobaren. Het vliegveld is genoemd naar de Indiase onafhankelijkheidsstrijder Vinayak Damodar Savarkar.

## Beschrijving
Het vliegveld heeft een startbaan van 3290 meter, wat goed is om de meeste soorten vliegtuigen te kunnen ontvangen. Er vliegen tot nu toe geen vliegtuigen groter dan de Airbus A320, waarvan er ook gelijk de meeste worden gebruikt op Vir Savarkar international Airport. Er is een ILS (Instrument Landing System) beschikbaar voor landingen in de mist, of andere slechte omstandigheden. Er is ook een weg die over de startbaan loopt, waardoor het verkeer moet worden gestopt als er een vliegtuig land of opstijgt, net zoals de luchthaven van Gibraltar.
Met een kleine terminal, en relatief hoge prijzen van de tickets, zijn er maar weinig luchtvaartmaatschappijen en bestemmingen.
De terminal heeft alleen 2 gates, maar geen slurven die met het vliegtuig verbonden kunnen worden. Er worden daardoor bussen gebruikt om passagiers naar het vliegtuig te vervoeren.

## Luchtvaartmaatschappijen en bestemmingen
- Air India
  - Indian Airlines (Calcutta, Madras)
- Jet Airways (Madras)
  - JetLite (Calcutta)
- Kingfisher Airlines
  - Air Deccan (Calcutta, Madras)
- SpiceJet (Calcutta, Madras)